# MILF (acroniem)
Dit overzicht is mogelijk incompleet; u kunt helpen door het uit te breiden.
MILF is een acroniem voor Mother/Mom I'd Like to Fuck. De van oorsprong Engels afkorting betekent moeder die ik graag zou willen neuken, en is een term voor een seksueel aantrekkelijke moeder.
De term ontstond in de jaren 70 van de twintigste eeuw, maar werd pas in 1999 echt populair door de Amerikaanse film American Pie, waar de milf guy (John Cho) de term gebruikte voor Stiflers moeder, gespeeld door Jennifer Coolidge.
Aanvankelijk werd de term gebruikt om te verwijzen naar vrouwen die de moeder van de bewonderaar zouden kunnen zijn. In latere jaren is de betekenis echter uitgebreid om in het algemeen te verwijzen naar volwassen vrouwen die kinderen hebben gekregen. De milf werd ook populair als porno-genre.